# Annamaria Parente
Annamaria Parente (Napoli, 17 settembre 1960) è una politica italiana, è stata senatrice della Repubblica dal 15 marzo 2013 al 12 ottobre 2022 per il Partito Democratico..
Nel 2019 aderisce ad Italia Viva di Matteo Renzi, di cui attualmente è Responsabile Salute di Italia Viva.

## Biografia
Nata a Napoli, dove si è laureata nel 1985 in filosofia presso l'Università degli Studi di Napoli Federico II, ma vive a Roma; è coniugata ed ha un figlio: Ennio.
Nel 1988 inizia a lavorare come impiegata amministrativa presso le Poste italiane.

### Attività sindacale
È stata nella segreteria regionale del Sindacato Lavoratori Poste della Campania, responsabile della Formazione e coordinatrice delle donne della CISL di Napoli, nonché responsabile del Coordinamento Nazionale donne della CISL Confederale. Ha rappresentato il sindacato presso la Commissione Nazionale Parità (di cui è stata nominata anche vice presidente), nel Comitato Pari Opportunità del Ministero del lavoro e delle politiche sociali e nelle organizzazioni europee ed internazionali del sindacato.
Dal 2000 fino al 2007, è entrata nella segreteria regionale della Campania della Confederazione Italiana Sindacati Lavoratori.

### Attività politica
L'8 marzo 2004 viene nominata ambasciatrice di Pace del Centro internazionale per la Pace tra i popoli di Assisi e, dal 12 marzo 2011 al 26 maggio 2014, è stata assessore alla Cultura presso il Comune di Forano (Rieti).
Dopo la vittoria del sindaco di Roma Walter Veltroni alle prime primarie del Partito Democratico, viene nominata da quest'ultimo Responsabile del Lavoro nella segreteria nazionale del Partito Democratico (PD) nel 2007, ruolo che viene confermato a novembre 2009 da Pier Luigi Bersani, neo-eletto segretario del Partito Democratico.
Alle elezioni politiche del 2013 viene candidata al Senato della Repubblica, tra le liste del PD nella circoscrizione Lazio in terza posizione, risultando eletta senatrice. Nella XVII legislatura della Repubblica è stata prima vicepresidente, poi componente e capogruppo PD della 11ª Commissione Lavoro, previdenza sociale, oltreché membro della Commissione parlamentare d'inchiesta sugli infortuni sul lavoro. Inoltre durante la legislatura si è occupata di diritti delle donne, di lavoro con particolare riferimento alle politiche attive ed al lavoro agile, di tematiche sociali come il reddito di inclusione e la legge sul Dopo di noi.
Alle elezioni politiche del 2018 viene ricandidata al Senato nel collegio uninominale Lazio - 10 (Velletri), sostenuta dalla coalizione di centro-sinistra in quota PD, dove ottiene il 19,44% dei voti e viene sconfitta, giungendo terza dietro al candidato del centro-destra, in quota Noi con l'Italia-UDC, Antonio Saccone e all'esponente del Movimento 5 Stelle Elena Fattori (35,18%). Viene comunque rieletta senatrice nella medesima circoscrizione in virtù della candidatura tra le liste proporzionali del PD.
Il 21 giugno 2018 viene eletta vicepresidente dell'11ª Commissione Lavoro pubblico e privato, previdenza sociale del Senato, venendo rieletta il 5 febbraio 2020.
Alle primarie del PD del 2019 Parente sostiene la mozione di Nicola Zingaretti, presidente della Regione Lazio dal 12 marzo 2013 e candidato con la carriera amministrativa più lunga alle spalle, che risulterà vincente con il 66% dei voti.
Il 5 ottobre 2019 decide di abbandonare il Partito Democratico per approdare in Italia Viva, partito fondato da Matteo Renzi il 18 settembre scorso di stampo liberale e centrista, lasciando il suo gruppo parlamentare e aderendo a quello di Italia Viva con il Partito Socialista Italiano, diventando la Responsabile per il lavoro e sociale e successivamente Responsabile Salute del partito. Al Corriere della Sera spiega la sua scelta dicendo che «Ciò che mi ha convinto di più è il fatto che in Italia Viva c’è la grande novità della corresponsabilità tra donne e uomini» ed è stata convinta delle «persone con cui ho lavorato meglio in questi mesi sono Teresa Bellanova e Maria Elena Boschi».
Il 29 luglio 2020 è stata eletta presidente della 12ª Commissione Igiene e Sanità del Senato.
Nei mesi successivi guida, insieme alla deputata Lisa Noja, la redazione del Piano Sanità 2030, piattaforma programmatica del partito di Renzi sui temi della sanità.
Alle elezioni politiche anticipate del 2022 si ricandida al Senato, come capolista di Azione - Italia Viva nei collegi plurinominali Lazio - 02 e Sicilia - 02, ma non viene rieletta e rimane esclusa dal Parlamento per la XIX legislatura. Prosegue il suo impegno politico nelle file di Italia Viva, dov'è confermata da Renzi quale Responsabile salute del partito.